# Indotyphlops meszoelyi
Indotyphlops meszoelyi är en ormart som beskrevs av Wallach 1999. Indotyphlops meszoelyi ingår i släktet Indotyphlops och familjen maskormar. Inga underarter finns listade i Catalogue of Life.
Denna orm förekommer i nordöstra Indien. Den lever i bergstrakter vid 2300 meter över havet. Habitatet utgörs av lövskogar. Kanske kan arten anpassa sig till odlingsmark. Honor lägger ägg.
Beståndet hotas av landkapsförändringar. Det påverkas av intensivt skogsbruk. IUCN kategoriserar arten globalt som otillräckligt studerad.